# Famille Dumoustier
 (août 2024).
La famille Dumoustier est une famille de la noblesse française.

## Origine
Originaire du Loudunois, une des plus anciennes familles de Loudun, elle en donna plusieurs maires.
Diverses branches se sont fixées hors du Poitou (Saint-Quentin, Saint-Domingue, Nantes).
Le général Pierre Dumoustier (1771-1831) est créé baron par lettres patentes du 27 novembre 1808, puis comte en 1813.

## Personnalités
- Marthe Dumoustier (1582-1639), épouse de Théophraste Renaudot ;
- François Dumoustier de La Fond (1709-1775), conseiller du roi, son président au bailliage et siège présidial de Loudun, maire de Loudun de 1749 à 1765 ;
- Jean Dumoustier de Vrilly (1722-), avocat du roi, maire de Loudun de 1790 à 1792 ;
- Jacques Dumoustier Delafond (1733-1810), avocat du roi au bailliage et subdélégué de l'Intendance de Loudun, maire de Loudun de 1769 à 1785, membre de l'Assemblée provinciale de Touraine, député du bailliage de Loudun aux États généraux de 1789 ;
- Jacques Dumoustier de La Fond (1745-1815), militaire, historien, historiographe du comte d'Artois, membre des Académies d'Angers, de La Rochelle, de Villefranche, de Valence, de Bade, de Hesse-Hambourg, de Munich, de Stockholm et de Hesse-Cassel ;
- Jean-Aubin Dumoustier de Frédilly (1752-1827), négociant, armateur, banquier et député de la Charente-Inférieure ;
- Pierre Dumoustier (1771-1831), général, député de la Loire-Inférieure, créé comte en 1813 ;
- Pierre-Aubin Dumoustier du Cloudis de La Rue (1764-1836), maire de Loudun de 1830 à 1837, conseiller-général de la Vienne ;
- Marie-Aubin Dumoustier de Frédilly (1814-1879), directeur au ministère de l'Agriculture et du Commerce, commandeur de la Légion d'honneur ;
- Aubin Dumoustier de Frédilly, dit Léon Dumoustier (1839-1895), haut fonctionnaire et dramaturge, biographe de Molière ;
- Étienne Dumoustier de Frédilly (1841-1889), inspecteur général adjoint de l'agriculture, sous-préfet de Saint-Marcellin, secrétaire général de la préfecture de la Mayenne, directeur de la compagnie d'assurances La Foncière.

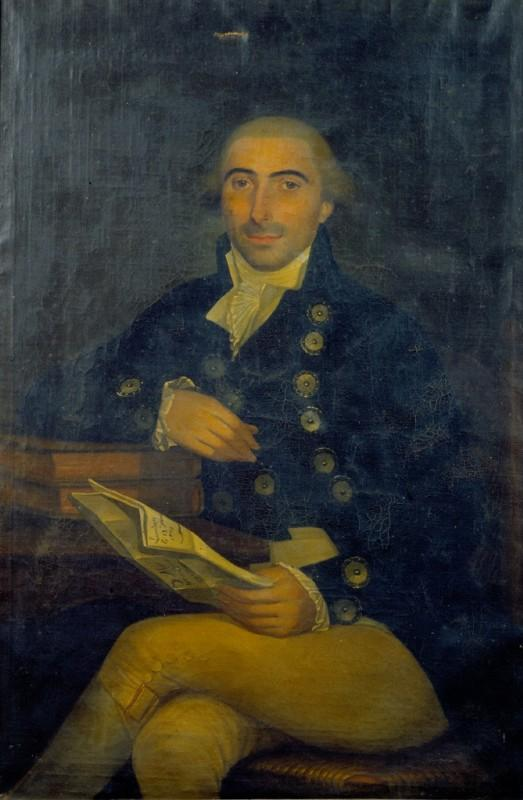
M. du Moustier de Vrilly
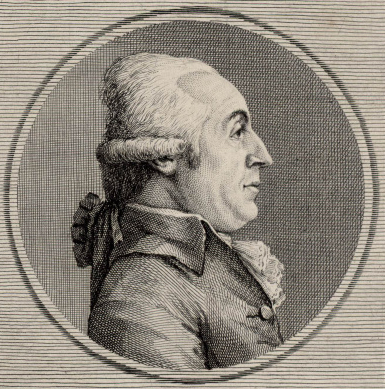
Jacques Dumoustier Delafond (1733-1810)
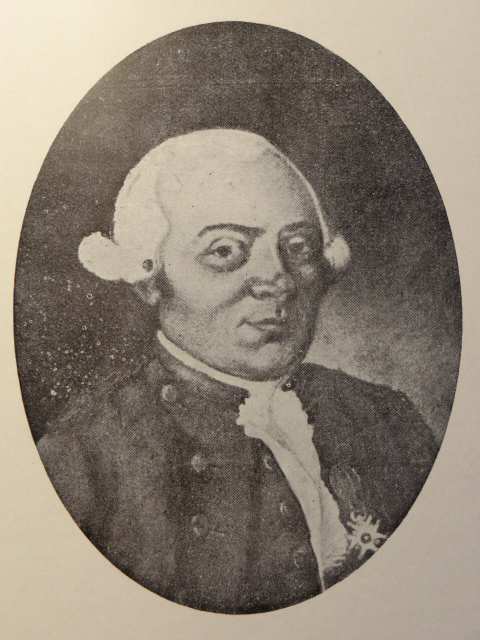
François-Jacques Dumoustier de la Fond (1745-1815)
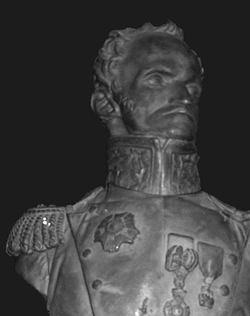
Buste du général-comte Pierre Dumoustier (1771-1831)
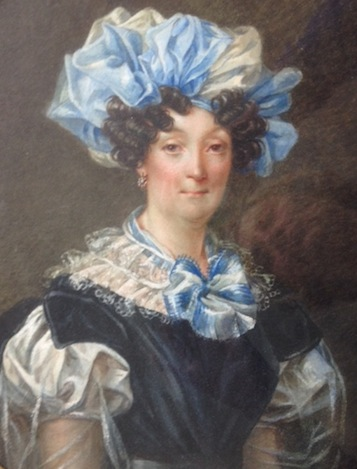
Mme Louise-Antoinette Meinert (1779-1844), épouse Dumoustier
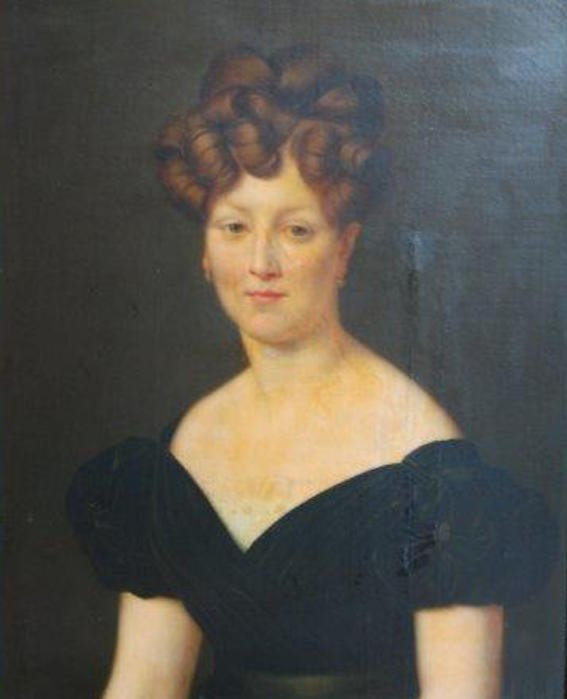
Mme Elisa Dumoustier (1800-1872), épouse Goüin
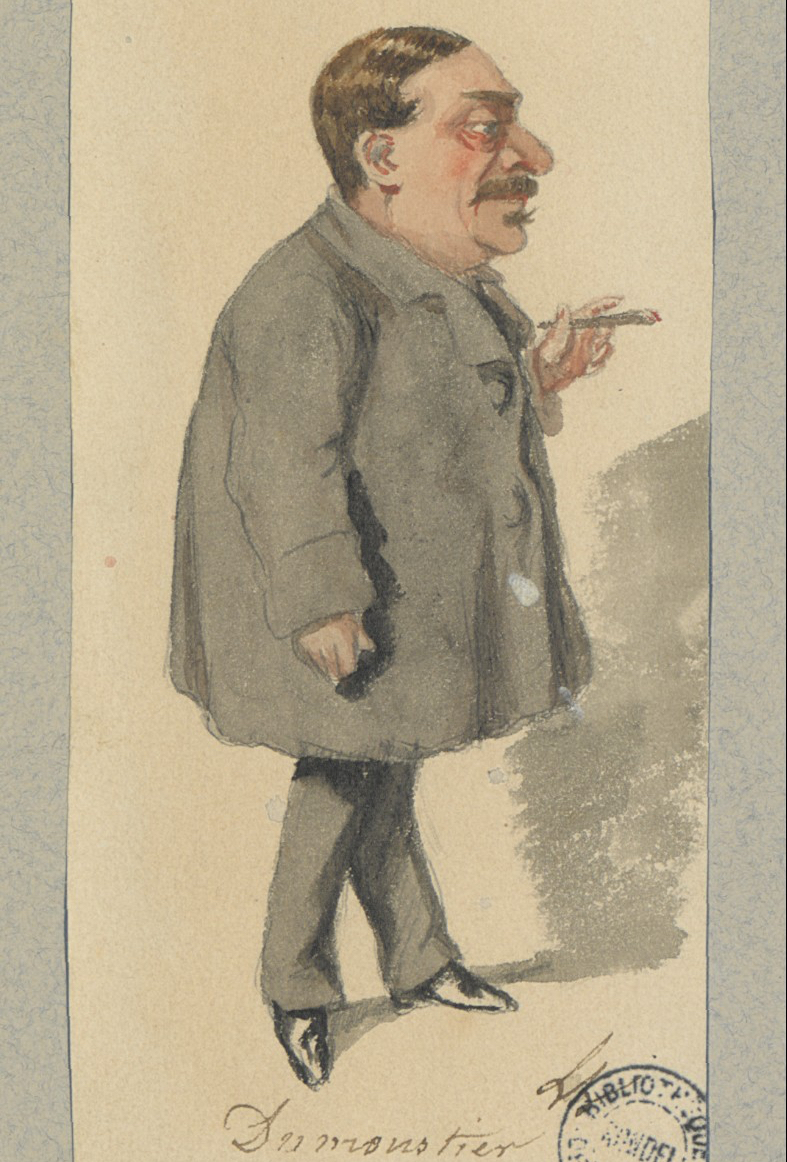
Léon Dumoustier (1839-1895)

## Armes
- Armes anciennes : d'argent à un chevron d'azur accompagné en chef d'un croissant de gueules, accosté de deux croissants du même, et en pointe d'une hure de sanglier de même.
- Armes modernes (1813) : Parti, d'azur et d'or, coupé d'argent ; l'azur au signe des comtes tirés de l'armée ; l'or au bonnet de grenadier au naturel ; l'argent au chevron de gueules surmonté d'une croissant d'azur accompagné en chef de deux étoiles du même, et en pointe d'une hure de sanglier, de sable, lampassée de gueules, défendue du champ ; pour livrées les couleurs de l'écu.

## Alliances notables
Les principales alliances de la famille Dumoustier sont les : Renaudot, Poupart de Neuflize, Poirier de Joué, Fizeaux, Joly de Bammeville, Chatry de La Fosse, Van Robais, de Cougny, Delhorme, Bacot, Goüin, Halgan, de Lambilly, Torterüe de Langardière, de Jousselin, Amonnet, Marion de Procé, Allotte de La Fuÿe, Pourtalès, Foäche, Béra, Berthoud, Hervé de La Provostaye, Coste de Champéron, ...